# Championnat du monde de Formule E FIA 2021-2022
Navigation
2020-2021 2022-2023
Le championnat du monde de Formule E FIA 2021-2022 est la huitième saison de la Formule E disputée avec des voitures électriques. La saison comprend seize courses réparties en dix manches disputées du 28 janvier 2022 au 14 août 2022. Il s'agit du dernier championnat du monde de Formule E disputé au volant des Spark SRT 05E, appelées « Gen2 », remplacées à partir de l'année suivante par la « Gen3 ». Mercedes-Benz EQ remporte le championnat constructeurs pour la deuxième saison consécutive et son pilote belge Stoffel Vandoorne est sacré.
La saison 2021-2022 est marquée par l'introduction d'un nouveau format de qualifications qui remplace la « Super Pole » par un tournoi à élimination direction entre les huit pilotes les plus rapides après une première phase de tours rapides disputée en deux groupes pour dix minutes.

## Repères en début de saison

### Pilotes
Débutants en tant que titulaire :
- Antonio Giovinazzi (3 saisons en Formule 1) rejoint Dragon-Penske Autosport[2].
- Oliver Askew (Champion en Indy Lights 2019) rejoint Andretti Autosport[3].
- Dan Ticktum (2 saisons et 3 victoires en Formule 2) rejoint NIO[4].
- Sacha Fenestraz (Champion du Championnat du Japon de Formule 3 en 2019) rejoint Dragon-Penske Autosport pour la dernière course de la saison en remplacement d'Antonio Giovinazzi[5].

Transferts de pilotes :
- Maximilian Günther quitte BMWi Andretti pour rejoindre Nissan.
- Oliver Rowland quitte Nissan après 3 saisons pour rejoindre Mahindra Racing[6].
- Lucas di Grassi quitte Audi Sport après 7 saisons et 1 titre pour rejoindre Venturi Racing[7].

Duos et pilotes reconduits :
- Jean-Éric Vergne et António Félix da Costa chez DS Techeetah[8].
- Stoffel Vandoorne et Nyck de Vries chez Mercedes EQ[9].
- André Lotterer et Pascal Wehrlein chez Porsche[10].
- Mitch Evans et Sam Bird chez Jaguar Racing[11].
- Robin Frijns et Nick Cassidy chez Virgin Racing qui devient Envision Racing[12].
- Jake Dennis chez BMWi Andretti qui devient Andretti Autosport[13].
- Edoardo Mortara chez Venturi Racing[7].
- Oliver Turvey chez NIO[4].
- Sébastien Buemi chez Nissan.
- Sérgio Sette Câmara chez Dragon-Penske Autosport[14].
- Alexander Sims chez Mahindra Racing[6].

Départs de pilotes :
- Norman Nato (1 saison et 1 victoire) quitte Venturi Racing[15], remplacé par Lucas di Grassi.
- Alexander Lynn (4 saisons, 3 podiums et 1 victoire) quitte Mahindra Racing, remplacé par Oliver Rowland.
- René Rast (2 saisons et 2 podiums) quitte Audi Sport ABT Schaeffler[16].
- Joel Eriksson (8 ePrix en saison 7) quitte Dragon-Penske Autosport, remplacé par Antonio Giovinazzi.
- Tom Blomqvist (1 saison) quitte NIO[17], remplacé par Dan Ticktum.

Retour de pilote :
- Norman Nato chez Jaguar Racing pour remplacer Sam Bird, blessé, lors des deux dernières manches à Séoul[18].

### Nouveau format de qualification
Pour la saison 2021/2022, un nouveau format de qualification est adopté par les organisateurs de la Formule E et la FIA. Elle ressemble sur la forme, à un tableau final de tournoi de tennis, selon Alberto Longo, directeur exécutif de la Formule E.
Désormais, les pilotes seront répartis en deux groupes de 11, dans chaque chacun aura dix minutes pour obtenir le meilleur tour. Ensuite, les quatre plus rapides du groupe 1 et les quatre plus rapides du groupe 2, vont chacun leurs tours s'élancer pour tenter de faire le meilleur tour en un seul essai. À l'issue de ces quarts de finale, les quatre premiers des huit participants accèderont à la demi-finale, où ils retenteront d'obtenir le meilleur tour, toujours en un essai unique. Enfin, les deux plus rapide de la demi-finale se batteront pour obtenir le meilleur temps en un essai et donc la pole position.

## Écuries et pilotes
| Écuries                           | Groupe motopropulseur | Châssis                          | no | Pilotes                | ePrix  |
| --------------------------------- | --------------------- | -------------------------------- | -- | ---------------------- | ------ |
| Mercedes EQ Formula E Team        | Spark-Mercedes EQ     | Mercedes Benz EQ Silver Arrow 02 | 5  | Stoffel Vandoorne      | toutes |
| Mercedes EQ Formula E Team        | Spark-Mercedes EQ     | Mercedes Benz EQ Silver Arrow 02 | 17 | Nyck de Vries          | toutes |
| Jaguar TCS Racing                 | Spark-Jaguar          | Jaguar I - Type 5                | 9  | Mitch Evans            | toutes |
| Jaguar TCS Racing                 | Spark-Jaguar          | Jaguar I - Type 5                | 10 | Sam Bird               | 1-14   |
| Jaguar TCS Racing                 | Spark-Jaguar          | Jaguar I - Type 5                | 10 | Norman Nato            | 15-16  |
| DS Techeetah Formula E Team       | Spark-DS              | DS E-Tense FE21                  | 13 | António Félix da Costa | toutes |
| DS Techeetah Formula E Team       | Spark-DS              | DS E-Tense FE21                  | 25 | Jean-Éric Vergne       | toutes |
| Envision Racing Formula E Team    | Spark-Audi            | Audi e-Tron FE07                 | 4  | Robin Frijns           | toutes |
| Envision Racing Formula E Team    | Spark-Audi            | Audi e-Tron FE07                 | 37 | Nick Cassidy           | toutes |
| Avalanche Andretti Formula E Team | Spark-BMW             | BMW IFE22                        | 27 | Jake Dennis            | toutes |
| Avalanche Andretti Formula E Team | Spark-BMW             | BMW IFE22                        | 28 | Oliver Askew           | toutes |
| ROKiT Venturi Racing              | Spark-Mercedes EQ     | Mercedes Benz EQ Silver Arrow 02 | 11 | Lucas di Grassi        | toutes |
| ROKiT Venturi Racing              | Spark-Mercedes EQ     | Mercedes Benz EQ Silver Arrow 02 | 48 | Edoardo Mortara        | toutes |
| Tag Heuer Porsche Formula E Team  | Spark-Porsche         | Porssche 99X Electric            | 36 | André Lotterer         | toutes |
| Tag Heuer Porsche Formula E Team  | Spark-Porsche         | Porssche 99X Electric            | 94 | Pascal Wehrlein        | toutes |
| Mahindra Racing                   | Spark-Mahindra        | Mahindra M7 Electro              | 29 | Alexander Sims         | toutes |
| Mahindra Racing                   | Spark-Mahindra        | Mahindra M7 Electro              | 30 | Oliver Rowland         | toutes |
| Nissan e.DAMS                     | Spark-Nissan          | Nissan IM03                      | 22 | Maximilian Günther     | toutes |
| Nissan e.DAMS                     | Spark-Nissan          | Nissan IM03                      | 23 | Sébastien Buemi        | toutes |
| Dragon-Penske Autosport           | Spark-Penske          | Penske EV-5                      | 7  | Sérgio Sette Câmara    | toutes |
| Dragon-Penske Autosport           | Spark-Penske          | Penske EV-5                      | 99 | Antonio Giovinazzi     | 1-15   |
| Dragon-Penske Autosport           | Spark-Penske          | Penske EV-5                      | 99 | Sacha Fenestraz        | 16     |
| NIO 333 Formula E Team            | Spark-NIO             | NIO 333 01                       | 3  | Oliver Turvey          | toutes |
| NIO 333 Formula E Team            | Spark-NIO             | NIO 333 01                       | 33 | Dan Ticktum            | toutes |

### Changements chez les écuries
- Le 30 novembre 2020, Audi a annoncé qu'elle quitterait la Formule E après la saison 2020–21[21]. Après 7 saisons, 1 titre pilote, 1 titre constructeurs, 14 victoires et 47 podiums en 84 courses. Audi reste le motoriste de l'écurie Virgin Racing qui devient Envision Racing pour cette saison malgré le départ de l'équipe Audi Sport ABT Schaeffer de la discipline à l'issue de la saison 2020-2021.
- Le 2 décembre 2020, BMW a également annoncé qu'elle quitterait la Formule E après 2020–21[22]. Comme BMW était associé à Andretti Autosport, l'équipe restera dans le sport sous le nom de Andretti[23]. Après trois saisons et cinq victoires. Le nouveau partenariat entre Avalanche et Andretti Autosport est annoncé en octobre 2021, l'équipe américaine devient Avalanche 2 Formula E Team.
- Virgin quitte la Formule E après 7 saisons et 84 courses en Formule E annoncant un partenariat plus approfondi avec Envision Energy et présentant une nouvelle livrée majoritairement bleue et verte pour cette saison. L'équipe devient officiellement Envision Racing Formula E Team[24].
- TCS Annonce un nouveau partenariat de sponsor-titre avec Jaguar Racing qui dévoile une nouvelle livrée pour cette saison et devient officiellement Jaguar TCS Racing[25].
- DS Automobiles reprend l'écurie Techeetah Formula E Team. Mark Preston quitte son rôle de directeur d'écurie pour devenir CEO de l'équipe franco-chinoise et laisse la place à Thomas Chevalier, anciennement directeur sportif chez DS Automobiles[26].
- Le 12 avril 2022, DAMS annonce officiellement arrêter son partenariat avec Nissan. L'écurie Française e-DAMS était présente depuis la création du Championnat pour la saison 2014-2015. L'écurie devient Nissan Formula E Team et arborera le pavillon japonais à partir de la saison 2022/2023[27].

## Résultats des tests de pré-saison
| Date             | Lieu             | Circuit               | Pilote le plus rapide | Équipe                     | Tour le plus rapide |
| ---------------- | ---------------- | --------------------- | --------------------- | -------------------------- | ------------------- |
| 29 novembre 2021 | Valence, Espagne | Circuit Ricardo Tormo | Robin Frijns          | Envision Racing            | 1 min 26 s 998      |
| 30 novembre 2021 | Valence, Espagne | Circuit Ricardo Tormo | Stoffel Vandoorne     | Mercedes EQ Formula E Team | 1 min 26 s 045      |
| 2 décembre 2021  | Valence, Espagne | Circuit Ricardo Tormo | Edoardo Mortara       | ROKIT Venturi Racing       | 1 min 25 s 763      |

## Calendrier de la saison 2021-2022
| n° | Manche             | Circuit                      | Pays            | Date            |
| -- | ------------------ | ---------------------------- | --------------- | --------------- |
| 1  | ePrix de Dariya    | Circuit urbain de Dariya     | Arabie saoudite | 28 janvier 2022 |
| 2  | ePrix de Dariya    | Circuit urbain de Dariya     | Arabie saoudite | 29 janvier 2022 |
| 3  | ePrix de Mexico    | Autódromo Hermanos Rodríguez | Mexique         | 12 février 2022 |
| 4  | ePrix de Rome      | Circuit urbain de l'EUR      | Italie          | 9 avril 2022    |
| 5  | ePrix de Rome      | Circuit urbain de l'EUR      | Italie          | 10 avril 2022   |
| 6  | ePrix de Monaco    | Circuit de Monaco            | Monaco          | 30 avril 2022   |
| 7  | ePrix de Berlin    | Circuit de Berlin-Tempelhof  | Allemagne       | 14 mai 2022     |
| 8  | ePrix de Berlin    | Circuit de Berlin-Tempelhof  | Allemagne       | 15 mai 2022     |
| 9  | ePrix de Jakarta   | Circuit urbain de Jakarta    | Indonésie       | 4 juin 2022     |
| 10 | ePrix de Marrakech | Circuit Moulay El Hassan     | Maroc           | 2 juillet 2022  |
| 11 | ePrix de New York  | Circuit urbain de Brooklyn   | États-Unis      | 16 juillet 2022 |
| 12 | ePrix de New York  | Circuit urbain de Brooklyn   | États-Unis      | 17 juillet 2022 |
| 13 | ePrix de Londres   | Circuit d'ExCeL London       | Royaume-Uni     | 30 juillet 2022 |
| 14 | ePrix de Londres   | Circuit d'ExCeL London       | Royaume-Uni     | 31 juillet 2022 |
| 15 | ePrix de Séoul     | Circuit urbain de Séoul      | Corée du Sud    | 13 août 2022    |
| 16 | ePrix de Séoul     | Circuit urbain de Séoul      | Corée du Sud    | 14 août 2022    |

| ePrix annulé       | Circuit                             | Date initiale  | Nouveau ePrix      | Circuit                         | Nouvelle date  |
| ------------------ | ----------------------------------- | -------------- | ------------------ | ------------------------------- | -------------- |
| ePrix de Vancouver | Circuit urbain de Vancouver, Canada | 2 juillet 2022 | ePrix de Marrakech | Circuit Moulay El Hassan, Maroc | 2 juillet 2022 |

## Résultats
| no | Course    | Pole position          | Meilleur tour   | Pilote vainqueur       | Écurie gagnante | Résumé |
| -- | --------- | ---------------------- | --------------- | ---------------------- | --------------- | ------ |
| 1  | Dariya    | Stoffel Vandoorne      | Nick Cassidy    | Nyck de Vries          | Mercedes        | Résumé |
| 2  | Dariya    | Nyck de Vries          | Sam Bird        | Edoardo Mortara        | Venturi         | Résumé |
| 3  | Mexico    | Pascal Wehrlein        | Lucas di Grassi | Pascal Wehrlein        | Porsche         | Résumé |
| 4  | Rome      | Stoffel Vandoorne      | Nick Cassidy    | Mitch Evans            | Jaguar          | Résumé |
| 5  | Rome      | Jean-Eric Vergne       | Robin Frijns    | Mitch Evans            | Jaguar          | Résumé |
| 6  | Monaco    | Mitch Evans            | Robin Frijns    | Stoffel Vandoorne      | Mercedes        | Résumé |
| 7  | Berlin    | Edoardo Mortara        | Lucas di Grassi | Edoardo Mortara        | Venturi         | Résumé |
| 8  | Berlin    | Edoardo Mortara        | Nick Cassidy    | Nyck de Vries          | Mercedes        | Résumé |
| 9  | Jakarta   | Jean-Eric Vergne       | Mitch Evans     | Mitch Evans            | Jaguar          | Résumé |
| 10 | Marrakech | António Félix da Costa | Lucas di Grassi | Edoardo Mortara        | Venturi         | Résumé |
| 11 | New York  | Nick Cassidy           | Edoardo Mortara | Nick Cassidy           | Envision        | Résumé |
| 12 | New York  | Nick Cassidy           | Edoardo Mortara | António Félix da Costa | DS Techeetah    | Résumé |
| 13 | Londres   | Jake Dennis            | Jake Dennis     | Jake Dennis            | Andretti        | Résumé |
| 14 | Londres   | Jake Dennis            | Jake Dennis     | Lucas di Grassi        | Venturi         | Résumé |
| 15 | Séoul     | Oliver Rowland         | Jake Dennis     | Mitch Evans            | Jaguar          | Résumé |
| 16 | Séoul     | António Félix da Costa | Nick Cassidy    | Edoardo Mortara        | Venturi         | Résumé |

## Classements de la saison 2021-2022

### Système de points
Les points de la course sont attribués aux dix premiers pilotes classés. La pole position rapporte trois points, un point pour les pilotes ayant fait le meilleur tour du groupe de qualification, et un point est attribué pour le meilleur tour en course. Ce système d'attribution des points est utilisé pour chaque course du championnat.
| Position | 1er | 2e | 3e | 4e | 5e | 6e | 7e | 8e | 9e | 10e | Pole | MT |
| Points   | 25  | 18 | 15 | 12 | 10 | 8  | 6  | 4  | 2  | 1   | 3    | 1  |

### Classement des pilotes
Âgé de 30 ans, Stoffel Vandoorne est sacré pour la première fois champion du monde de Formule E au terme de sa quatrième saison dans le championnat. Bien qu’il n’ait remporté qu'une seule victoire, à Monaco, sa régularité et ses huit podiums lui permettent d'être sacré à l'issue de la dernière course de la saison, la centième de l'histoire de la Formule E.